# فرودگاه بودو
فرودگاه بودو (به انگلیسی: Bodø Airport) (به زبان بومی: Bodø lufthavn) یک فرودگاه نظامی و همگانی مسافربری با کد یاتا BOO است که یک باند فرود بتن دارد و طول باند آن ۳۳۹۴ متر است. این فرودگاه در کشور نروژ قرار دارد و در ارتفاع ۱۳ متری از سطح دریا واقع شده‌است.

## شرکت‌های هواپیمایی و مقصدهای پروازی

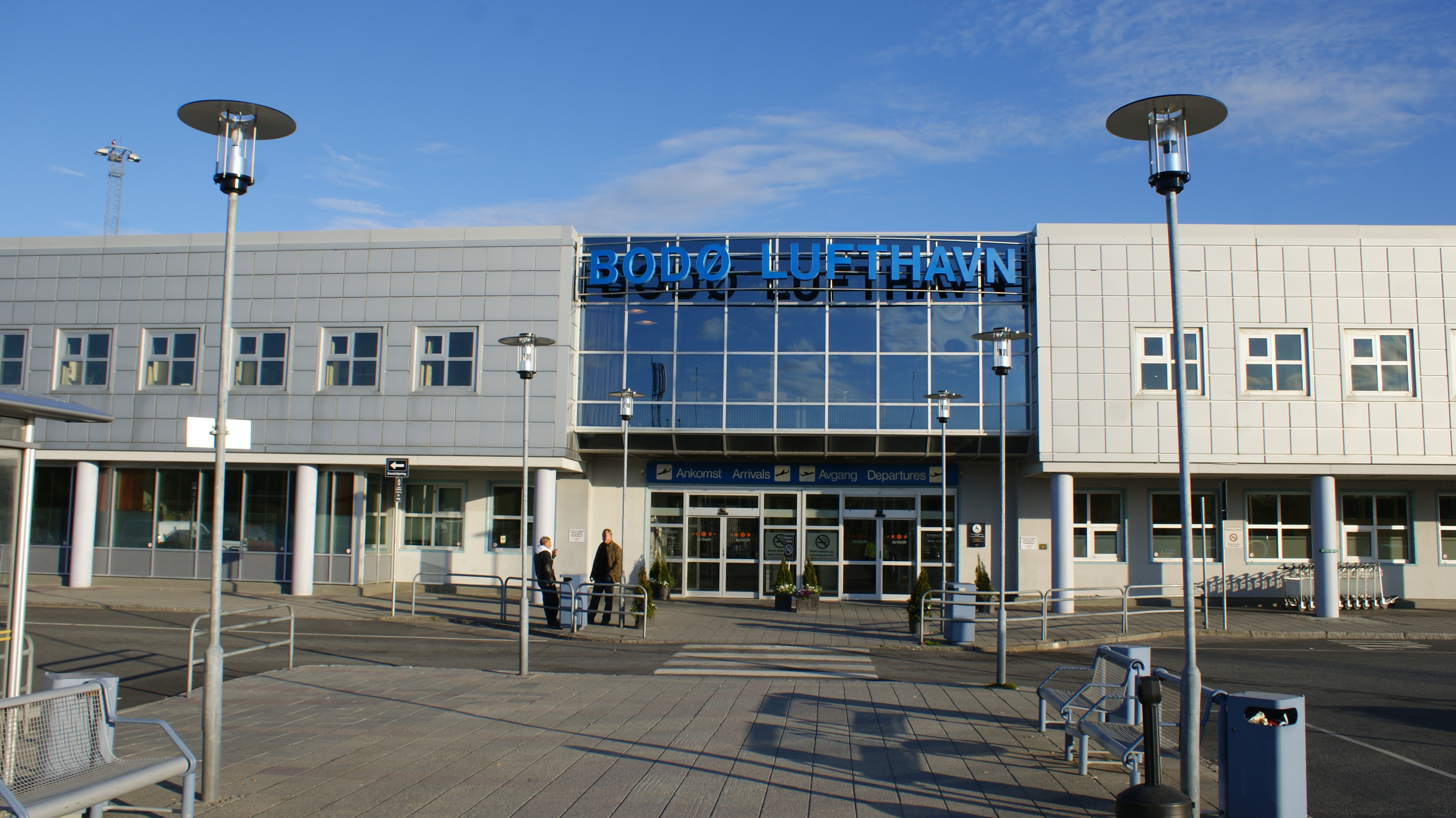
Bodø Airport main Terminal

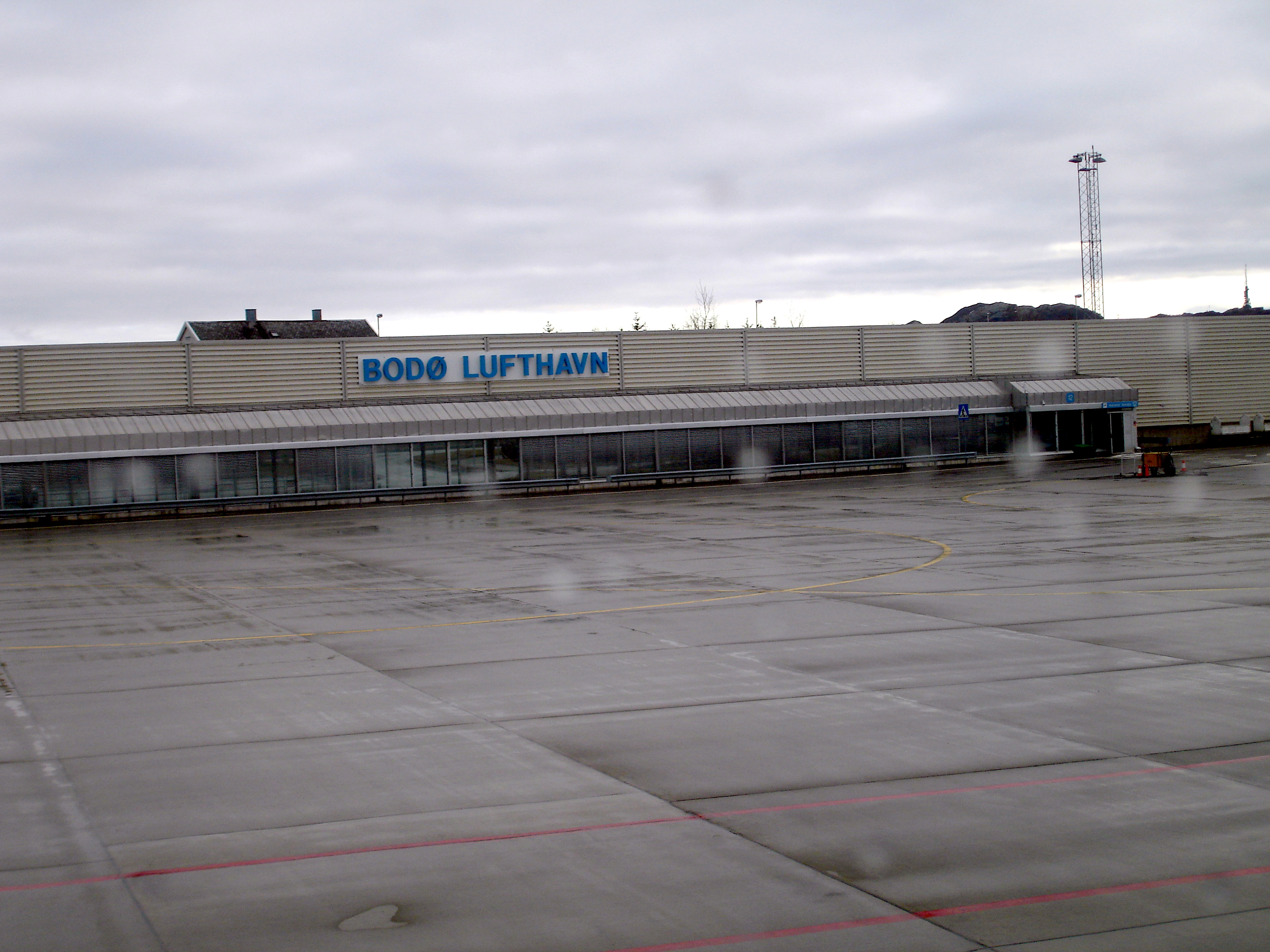
The small planes Terminal

| شرکت‌های هواپیمایی                | مقصدهای پروازی |
| -------------------------------- | --- |
| آسترین ایرلاینز                  | چارتر فصلی: مونیخ |
| جرمنیا                           | چارتر فصلی: مونیخ |
| Lufttransport                    | بالگردگاه واروی |
| نروجین ایر شاتل                  | گاردرموئن اسلو فصلی: گرن کناریا |
| هواپیمایی اسکاندیناوی            | گاردرموئن اسلو، ورنس تروندهایم، ترومسا فصلی: خانیا، استکهلم-آرلاندا |
| Thomas Cook Airlines Scandinavia | چارتر فصلی: گرن کناریا، وارنا |
| ویدروئه                          | اندنس اندیا، فلسلند برگن، برونوی‌سوند، هارستاد/نارویک اونس، لکنز، مو ای رانا، موشن کیاشتاد، هوکنسورا نامسوس، ارویک، اریوم، رواست، سندنسیون، اسکاگن استوکمارکنس، هلو سلوار، ترومسا، ورنس تروندهایم |